# 빅토르 프랑클

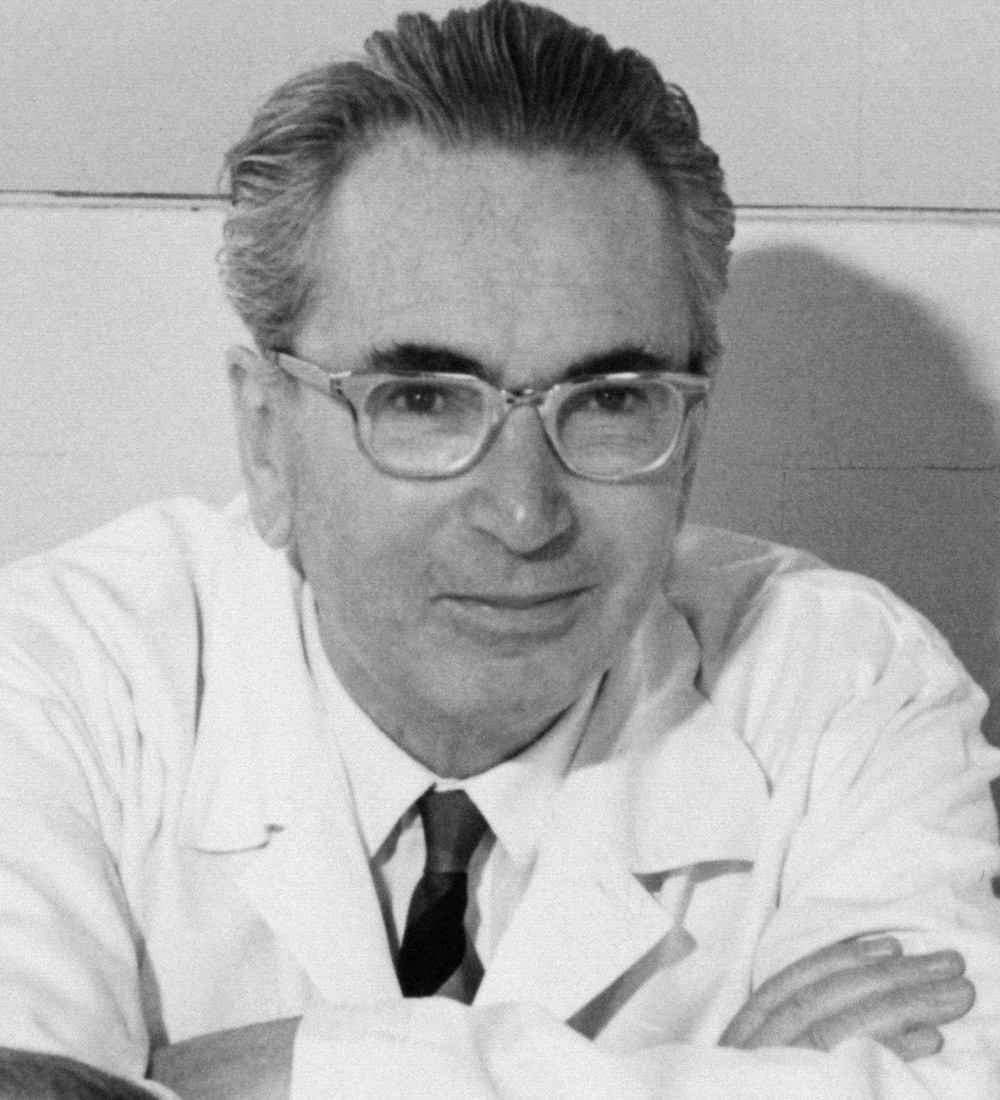
빅토르 에밀 프랑클

빅토르 에밀 프랑클(독일어: Viktor Emil Frankl, 1905년 3월 26일~1997년 9월 2일)은 오스트리아 빈에서 태어난 유대인으로 신경학자이며 심리학자이다. 홀로코스트의 생존자였으며, 테레지엔슈타트, 아우슈비츠, 카우퍼링과 투르크맨 수용소에서 살아남았다.
빅토르 프랑클은 로고테라피의 창시자이며, 오스트리아 정신요법 제3학파인 로고테라피 학파를 창시했다. 저서인 '죽음의 수용소에서'(Man's Search for Meaning, 1959년에 ‘From Death-Camp to Existentialism’라는 제목으로 출판되었고, 1946년에 ‘Trotzdem Ja Zum Leben Sagen: Ein Psychologe erlebt das Konzentrationslager, meaning Nevertheless, Say "Yes" to Life: A Psychologist Experiences the Concentration Camp’ 라는 제목으로도 출판되었다.)는 포로수용소에서의 경험을 기록한 책이며, 그는 이 책을 작성하면서 존재의 의미의 중요성과 수용소에서 계속해서 살아갈 의미를 찾았다.
빅토르 프랭클은 실존주의 상담치료의 핵심인물이 되었고 인간성 심리학(인본주의 심리학)자들에게 큰 영향을 주었다.

## 1945년 이전의 삶
빅토르 프랑클은 오스트리아 빈의 한 유대인 공무원 가정에서 태어났다. 그는 심리학에 대한 관심을 일찍부터 드러내었는데, 김나지움 입학 시험의 마지막 시험에서 철학사상 심리 논문을 썼다. 1923년에 김나지움을 졸업한 후에, 빈 대학교에서 의학을 공부했다. 우울증과 자살에 관한 주제에 집중하면서 신경과와 정신과를 전공했으며, 지그문트 프로이트와 알프레드 아들러와 다른 방향을 추구했음에도 그는 초기에 지그문트 프로이트와 알프레드 아들러의 만남에 영향을 받았다.

### 의사, 심리치료사
1924년에, 프랭클은 오스트리아의 사회주의 고등학생들을 위한 사회민주주의 청년 운동인 'Sozialistische Mittelschüler Österreich'의 회장이 되었다. 그가 의대생이였던 1928년에서 1930년 사이에, 고등학생들을 무료로 상담하기 위한 프로그램을 만들었다. 이 프로그램에는 샬롯 뷔울러같은 심리학자들 또한 참여하였으며, 학생들이 성적표를 받았을 때 학생들에게 특히 관심을 기울였다. 그리고 1931년에, 빈의 학생 중 단 한 명도 자살하지 않았다. 프로그램의 성공은 프랭클을 베를린으로 초청한 빌헬름 라이히 같은 사람들의 관심을 끌었다. 1933년부터 1937년까지, 프랭클은 빈에 있는 스타인호프 병원의 신경학과와 정신과에서 그의 레지던트를 마쳤고, 여기서 그는 자살 충동을 가진 3000명 이상의 여성들을 치료했다. 1937년, 프랭클은 비엔나 알서 스트라세 32/12에 신경, 정신과 병원을 설립한다. 1938년 나치의 오스트리아 인수가 시작되고, 그는 유대인이라는 이유 때문에 "아리안" 환자들을 치료하는 것을 금지당했다. 1940년에 프랭클은 로스차일드 병원에서 일하기 시작했고, 그곳에서 정신과를 담당했다. 로스차일드 병원은 빈에서 유대인들이 입원할 수 있는 유일한 병원이었다.) 그는 의도적으로 잘못된 진단을 하여 나치 안락사 프로그램을 통해 몇몇 환자들이 안락사 되는 것을 막았다. 1941년 12월에 그는 틸리 그로저와 결혼했다.

### 포로, 심리치료사
1942년 9월 25일, 프랭클의 아내와 부모는 나치 테레시엔슈타트 게토로 추방되었고, 그곳에서 종합의사로서 일했다. 그의 정신 의학 기술이 알려졌을 때, 그는 정신 건강 관리를 위한 캠프를 설립하면서, B블록 4번 정신 병동에 배치되었다. 그는 사람들이 충격과 슬픔을 극복하기 위한 캠프를 만들었다. 나중에 레지나 조나스의 도움을 받아 자살 감시망을 만들었다.
1943년 7월 29일, 프랭클은 레오 백의 도움으로 테리엔슈타트에 있는 과학회를 위한 비공식적인 행사를 주최했고, '몸과 영혼', '영혼의 의학 치료', '수면과 수면 장애'를 포함한 일련의 공개 강의를 했다. 프랭클의 아버지 가브리엘은 테레시엔슈타트에서 폐부종과 폐렴으로 사망했다.
1944년 10월 19일, 아내와 함께 아우슈비츠 수용소로 이송되었다. 10월 25일, 그는 다하우로 이송되었고, 그곳에서 5개월을 보냈다. 1945년 3월, 프랭클은 투르크하임으로 옮겼고, 미군에 의해 1945년 4월 27일에 해방되기 전까지 의사로 일했다.
어머니 엘사와 동생 월터는 아우슈비츠에서 죽었고, 아내 틸리는 베르겐 벨젠에서 죽었다.가족 중 유일한 생존자는 오스트리아에서 호주로 이주한 여동생 스텔라뿐이였다.

## 불안
빅토르 프랑클은 불안(고통)과 관련해서 인간의 삶과 죽음의 양면성으로부터 오는 유한함과 한계가 '지금 그리고 여기'(Here and Now)에서 우리 인류 개개인이 저마다의 행동에 특별한 의미를 부여할 수 있는 근원이 된다고 지적한바있다.

## 같이 보기
- 롤로 메이
- 어빈 얄롬
- 칼 로저스
- 윌리엄 글래서

## 참고
1. ↑  Frankl, V. E. (1963). (I. Lasch, Trans.) Man's Search for Meaning: An Introduction to Logotherapy. New York: Washington Square Press. (Earlier title, 1959: From Death-Camp to Existentialism. Originally published in 1946 as Ein Psycholog erlebt das Konzentrationslager)

- 죽음의 수용소에서(빅터 프랑클, 이시형 옮김, 청아)